# Вернер, Дмитрий Александрович
Дмитрий Александрович Вернер (1873 — после 1924) — российский архитектор, гражданский инженер. Был главным архитектором Самары в 1909—1914 годах. Также работал в Нижнем Новгороде и Омске. В творчестве обращался к разным стилям: неоготике, русскому стилю, модерну.

## Биография

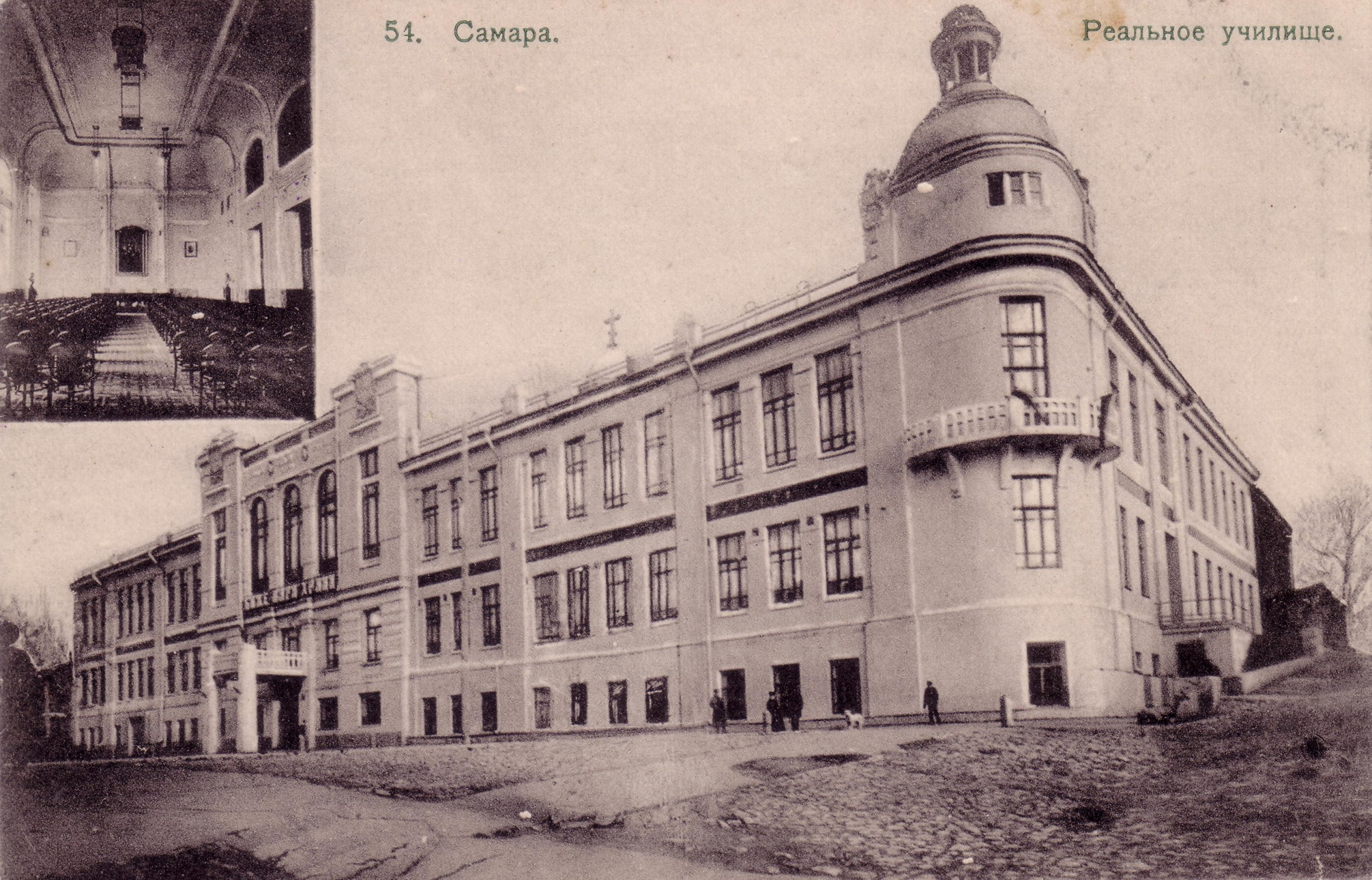
Реальное училище, где учился Дм. Вернер

Точное место рождения неизвестно, разные источники называют Самару и Орёл. Отец его, Александр Иванович Вернер, был штабс-капитаном в  отставке. Дмитрий был старшим и единственным сыном в семье, у него было три младших сестры.
Окончил Самарское реальное училище, в 1896 году окончил Петербургский институт гражданских инженеров и получил должность гражданского инженера строительного отдела нижегородского губернского правления.
Построил множество зданий в Самаре, где служил главным архитектором в 1909—1914 годах. В 1914 году перебрался в Иващенково.
Во время отступления белочехов перебрался в Омск. Руководил постройкой саманных городков для рабочих. Составил проекты по устройству общественных парков и городов-садов на периферии Омска. Предлагал преобразование городской топонимии Омска.
Преподавал в омском Художественно-промышленном техникуме.
Дата и место смерти неизвестны.

### Семья
15 мая 1896 года венчался в Сызрани с дочерью бузулукского мещанина Анной Дорофеевной Щёлоковой (род. 21.01.1874).У них было четверо детей (сын и три дочери).

## Основные работы
| Название                                         | Фото | Место           | Адрес (исторический / современный)       | Архитектурный стиль                          | Год постройки   | Комментарий |
| ------------------------------------------------ | ---- | --------------- | ---------------------------------------- | -------------------------------------------- | --------------- | --- |
| Особняк Матвеевых                                |      | Самара          | Соборная ул. / ул. Молодогвардейская, 69 | бельгийский модерн или «рациональный модерн» | 1912            | |
| Новотроицкий торговый корпус                     |      | Самара          | Соборная ул. / ул. Молодогвардейская, 57 |                                              |                 | ныне Торговый центр «Юность» |
| Здание общественного собрания                    |      | Самара          | Дворянская ул. / ул. Куйбышева, 157      | модерн                                       |                 | ныне в здании Военно-исторический музей (музей ПриВО) |
| Доходный дом Алексея Нуйчева                     |      | Самара          | Панская ул. / ул. Ленинградская, 45      |                                              |                 | |
| Особняк Вальдемара, старшего сына фон Вакано     |      | Самара          | Столыпинская ул. / ул. Шостаковича, 3    | модерн                                       | 1914            | 3-этажный дом «со сложной конфигурацией, близкой к квадрату, у которого вынута одна четверть». Оригинальные внутренние планировки не сохранились. Здание отреставрировано в 1995 году, надстроен мансардный этаж. |
| Храм Сергия Радонежского                         |      | Иващенково      | / Чапаевск, ул. Комсомольская, 5а        | неорусский стиль с элементами стиля модерн   | 1916—1918       | В советское время утеряны оригинальные купола и кресты. |
| Храм при детском приюте графини О. В. Кутайсовой |      | Нижний Новгород |                                          |                                              | не позднее 1903 | не сохранился |
| Собственный двухэтажный особняк                  |      | Нижний Новгород | / ул. Минина, 35                         | модерн                                       | 1899            | кирпич, дерево |
| Дом А. С. Остатошникова с магазином              |      | Нижний Новгород | / Большая Покровская улица, 12 (литер К) | модерн                                       | 1905—1906       | перестройка первого этажа существующего здания |